# Louis Bonaparte
Louis Napoléon Bonaparte (født 2. september 1778 i Ajaccio, Korsika, død 25. juli 1846 i Livorno) var en af kejser Napoleons fire brødre. Fra 1806 til 1810 var han som "Lodewijk Napoleon" konge af det af hans bror dannede Kongeriget Holland.
I sin korte regeringstid bestræbte Louis sig på at blive vellidt blandt hollænderne. Han reformerede det hollandske retsvæsen og gav landet en ny forfatning. Han lagde grundstenen til Rijksmuseum og forbedrede forsorgen for fattige. Frem for alt tøvede han med at indføre fastlandsspærringen, som var en handelsboykot mod Storbritannien, der var til stor skade for Hollands erhvervsliv.
Louis, der forblev fransk statsborger, kejserlig prins og (fransk) Connétable de France var i nogle historikeres øjne ikke andet end en "kronet præfekt", som hans hustru beskrev ham. I februar 1810 blev han tvunget til et underskrive en aftale, hvorved han afstod alle områder syd for Rhinen til Frankrig. Louis og hollænderne forsvarede sig forgæves. Franske tropper marcherede ind i kongeriget Holland, Louis trådte tilbage og begav sig i eksil i Østrig. Holland blev annekteret af Frankrig.

## Levned

### Tidlige år
Louis Napoléon Bonaparte var sine forældres femte barn. Hans far Carlo di Buonapartes familie var ved hans fødsel på højdepunktet af sin anseelse på middelhavsøen Korsika.
Han blev døbt Ludovicus, men familien kaldte ham i reglen Luigi. Især for hans mor Letizia di Buonaparte var han altid "Lille Luigi".
Politiske modstandere af hans far satte et rygte i omløb om, at Louis ikke var hans søn, men var resultatet af Letizia affære med Korsikas militærguvernør. Rygterne anses i vore dage for afkræftet. Louis' mor skal ganske vist have været ven af guvernøren, men hendes karakter, som den skildres i historiske kilder, var religiøs, anstændig og tro udelukker enhver tvivl om, at Buonaparte var faderen.
Carlo di Buonaparte havde arbejdet sig op fra en lille advokatpraksis til kongelig dommer og viceborgmester i sin hjemby. Den hermed forbundne velstandsstigning kom især Louis til gode. Louis var syv år gammel, da hans far døde 39 år gammel i 1785. Senere rejste Louis ham et mindesmærke på sine besiddelser ved Saint-Leu-la-Forêt.

### Militærkarriere
Familien Buonapartes velstand faldt hurtigt efter familieoverhovedets død. Storebror Napoleon overtog personligt opdragelsen af den lille Luigi, hans ynglingsbror. Fra 1791 var Napoléon kaptajn i Regiment La Fère og lod Louis komme til sig i garnisonen i Auxon. Her underviste han ham ikke blot i militære discipliner, men også i sprog, historie, geografi og filosofi. Louis gjorde tjeneste som kadet i samme regiment og fulgte sin bror til Grenoble. Napoléon var en streng opdrager og forlangte meget af Louis. Louis var imidlertid et alvorligt og videbegærligt barn med høj intelligens, og han løste de opgaver Napoleon stillede ham tilfredsstillende. Louis klatrede hurtigt op i det militære hierarki. Allerede i 1792 blev han aspirant, året efter adjudant og i 1795 blev han sekondløjtnant.
Under felttoget i Italien i 1796 var Louis Napoleons personlige adjudant. Han udmærkede sig ved vovemod og militær indsigt og opfyldte også her Napoleons krav. I slaget ved Arcole reddede Louis sin brors liv, idet han trak Napoléon ud under en styrtet hest. Han blev forfremmet til kaptajn som følge af sin indsats i slaget ved Breccia og blev af den franske regering udnævnt til kommandant.
Efter at Napoleon i 1799 havde styrtet Direktoriet, overtog han magten som førstekonsul.
Napoléons magtovertagelse fik betydning for Louis' videre militærkarriere. Da han blev udnævnt til oberst, fik han kommandoen over det femte dragonregiment, og mens Napoleon var konsul opnåede han rang af divisionsgeneral.
I Napoleons tjeneste besøgte Louis i 1800-1801 en række europæiske lande som Danmark, Rusland, Sverige og Preussen. Hans regiment blev sendt til Portugal for at afslutte den såkaldte appelsinkrig. Den var imidlertid afsluttet inden han ankom, og Louis kunne nøjes med at underskrive Freden i Badajoz på fransk side.

### Sygdom
I Italien pådrog han sig en kønssygdom, som han led under resten af livet. Det lange ophold i feltlazarettet ved Forli fik også hans opstigning i militærhierarkiet til at gå i stå. Der foreligger ikke nogen præcis diagnose, men det antages, at der var tale om syfilis eller gonorré. Han blev ikke helt kureret, og sygdommen medførte til stadighed helbredsproblemer. Senere angreb sygdommen nerverne, rygmarven og knoglerne. Hertil kom gigt og muskelsvind, og som følge af det lange sengeleje blev den unge soldat også ramt af melankoli.
I offentligheden lod han sig ikke mærke af sin tilstand og fulgte Napoleon på dennes felttog i Ægypten. Da han fortsat var svækket af sygdom, måtte han efter kun fem måneder vende tilbage til Frankrig. På hjemvejen faldt Louis af hesten. Hans kvæstelser havde svært ved at læges på grund af hans svækkede helbred.
Under hans ophold i Holland havde han problemer med det fugtige og kolde klima ved Nordsøen. Gigten betød snart, at han måtte have sin pennefjer bundet fast til pegefingeren. Louis Bonaparte arbejdede særdeles meget, fik ikke megen søvn og kun lidt hvile. Denne livsstil førte snart til, at han blev udmattet på sjæl og krop og måtte taget på kur i Aachen. Herefter var han af sundhedsmæssige grunde tvunget til at tage den mere med ro.

### Familie
Som førstekonsul fik Napoleon ret til selv at udpege sin efterfølger. Det førte til, at han søgte at placere sin familie på høje poster – bortset fra hans ældste søster Elisa, som ikke lod broderen bestemme over sig. Der måtte findes en passende brud til en unge ugifte Louis. Efter pres fra Napoleons hustru Joséphine blev hendes datter af første ægteskab Hortense den udvalgte. Den 4. januar 1802 giftede Louis Bonaparte sig med Hortense, Napoléons steddatter. Det arrangerede ægteskab blev ikke lykkeligt.
Louis Napoléon Bonaparte og Hortense de Beauharnais fik tre sønner:
1. Napoléon Charles Bonaparte (10. december 1802 – 5. maj 1807). Han døde i en alder af 4½ år. Hans begravelse foregik i Notre Dame katedralen i Paris. Han ligger begravet i Saint-Leu-La-Foret.
2. Napoléon Louis Bonaparte (11. oktober 1804 – 17. marts 1831) ligger også begravet i Saint-Leu-La-Foret.
3. Charles Louis Napoléon Bonaparte (20. april 1808 i Paris – 9. januar 1873), var fransk præsident fra 1848 til 1852 og til 1870 kejser af Frankrig under navnet Napoleon 3.

Forholdet mellem Louis og Hortense blev hurtigt dårligt, for Louis var sygeligt skinsyg, mens Hortense nød alle sin stands behageligheder. Louis' jalousi gik endda så vidt, at han lod sin kone udspionere og forsøgte at indespærre hende på slottet. Hun fik forbud mod at forlade slottet uden hans tilladelse. Hortense søgte hjælp hos sin stedfar, og da han tog hendes parti, forøgede det kun Louis' skinsyge og mistro. Men de forsøgte til stadighed at skabe forsoning.
Deres førstefødte søns død i maj 1807 bragte dem nærmere, og fra juni 1807 tilbragte de megen tid med hinanden, og først i september forlod Louis Hortense for at vende tilbage til Holland. Hortense blev i Paris og fødte der den 20. april 1808 sin tredje søn. Der var et hårdnakket rygte, om at Louis ikke var far til Louis Napoleon. Faderskabet blev med urette tilskrevet Carel Hendrik Verhuell. Sikkert er det, at grev Verhuell og Hortense de Beauharnais var venner, men lige så sikkert er det, at han blev i Holland, mens Hortense og Louis var i Paris.
Det kom til et nyt brud med Hortense, fordi Louis troede på rygterne og tvivlede på sit eget faderskab. Den skinsyge Louis sendte grev Verhuell til Sankt Petersborg. Den nye separation fik Hortense til endegyldigt at forlade Holland og ikke længere fortsætte ægteskabet. Med hjælp fra Napoleon fik hun endda fjernet børnene fra Louis.
Hans anden søn Napoléon Louis' død i 1831 ramte Louis hårdt, da tronfølgeren – i hans øjne den eneste overlevende legitime søn – hermed var død inden ham. Alligevel begyndte Louis at nærme sig sin tredje søn Louis Napoleon, og de stod herefter i nærmere kontakt med hinanden.
Mens han var i eksil i Schweiz, hørte Louis om Hortenses utroskab. Hun havde en affære med grev Charles-Joseph de Flahaut som førte til, at hun fødte sin fjerde søn Charles de Morny, hvorefter Louis forsøgte at få skilsmisse. Han henvendte sig til paven, men denne afviste en skilsmisse. Først ved Hortenses død i 1837 kunne Louis igen gifte sig. Ægteskabet med den kun 16-årige marchesa Julia-Livia di Strozzi forblev barnløst.

### Under kejser Napoléon
Efter Napoleons kroning til de franskes kejser fik Louis, ligesom sine søskende, titlen kejserlig prins af Frankrig. Desuden udnævnte kejser Napoleon sin bror til kronfeltherre (Connétable de France). Til stor glæde for hans hustru, Hortense, fik prins Louis Bonaparte tildelt eget hof på herregården St. Leu.
Under den 3. koalitionskrig overtog Louis overkommandoen over nordarmeen. Omstændighederne forlangte, at Louis rejste til Holland for at forsvare den Bataviske Republik mod angreb fra Preussen. I december
førte slaget ved Austerlitz og fred i Pressburg til, at krigen sluttede. Da den kejserlige prins indledte sin tilbagerejse, havde han gjort et varigt indtryk på hollænderne.

#### Omstændigheder ved tronbestigelsen
Ved aftalerne i Haag var der sluttet forbund mellem den Bataviske Republik, Nederlandene og Frankrig. Den bataviske regering måtte underskrive aftalen og indgå på Napoleons krav, selv om de var til skade for landet. Som følge af at landet havde mistet sin flåde i Slaget ved Trafalgar kunne Frankrig ikke angribe Storbritannien militært, og i stedet forsøgte Napoleons at bekæmpe Storbritannien økonomisk. Efter Preussens katastrofale nederlag til Napoleon i slaget ved Jena og Auerstedt udstedte han i november 1806 i Berlin dekretet om fastlandsspærringen, som også Holland måtte tilslutte sig. Napoleon var imidlertid ikke tilfreds med håndhævelsen af spærringen i Holland. For at håndhæve de franske interesser i Holland havde han brug for en fransk politiker på stedet. Han stillede den bataviske regering et ultimatum. Enten skulle Holland være et monarki med en kejserlig prins som mornark, eller også ville Frankrig omdanne landet til et fransk militærdepartement.
Regeringen i den bataviske republik valgte monarkiet. Napoleon havde tiltænkt Louis tronen og sørgede for, at han fik tilbudt den hollandske krone. De hollandske politikere havde et godt indtryk af Louis, og han var deres foretrukne kandidat. Louis modtog tilbuddet.
Det unge kongerige led under forbundet med Frankrig. Den franske kejser betragtede det nye kongerige – med Louis som overhoved – som en fransk vasalstat, som skulle underordne sig franske interesser. Betegnende var Napoleons ord ved Louis' kroning:
| „ | Holland kan alene takke franskmændene for sin uafhængighed. Sålængde det var i forbund med England, blev det besejret … og udråber prins Louis til konge af Holland. Min prins, hør aldrig op med at være fransk! Titlen kronfeltherre i kejserriget tilhører fortsat Dem og Deres efterkommere. Må den altid minde Dem om de pligter, som de har overfor mig. | “ |

Den senere konfrontation mellem Louis og hans bror Napoleon kunne allerede spores ved hans kroning.
| „ | Jeg vil regere Holland, fordi hollænderne ønsker det, og Deres Majestæt befaler det. Jeg vil til enhver tid beskytte og forsvare landet. Jeg har lært at påskønne den karakter og de egenskaber som dette folk besidder. | “ |

Den 5. juni 1806 blev Louis udnævnt til konge af Holland og Hortense til dronning og eventuel regent for hendes mindreårige søn Napoleon-Charles. Den 12. juni tog han af sted til sit kongerige og forlod godset Saint Leu i Frankrig.

### Konge af Holland
Den 18. juni 1806 ankom kong Louis ((nederlandsk/hollandsk): Koning Lodewijk) og følge til sin nye residens Huis ten Bosch. Slottet var ikke færdigistandsat, men i modsætning til sin dronning tog han let på besværlighederne. Hortense øjeblikkelige modvilje mod sin nye hjemstavn ændrede sig aldrig.
Den 23. juni holdt han sit indtog i hovedstaden ved en prægtig parade. Folket modtog den nye konge køligt og reserveret. De så det dog som en positiv ting, at Louis havde nægtet de franske soldater at deltage i paraden. Hans tale til hollænderne var heller ikke uden virkning:
| „ | Mine Herrer! Vær overbevist om, at jeg i det øjeblik jeg trådte på hollandsk jord blev hollænder. Ethvert menneske er styret af sin herkomst. Jeg var engang fransk. Nu har jeg skiftet fædreland … | “ |

Talen udløste bifald blandt tilhørerne, og det var særlig behændigt, at Louis slet ikke nævnte sin bror Napoléon.
Louis lærte at tale nederlandsk ved privatundervisning og kunne snart læse, skrive og tale sproget ganske godt – om end med fransk accent. I sin private korrespondance skrev han fortsat på fransk og hans dagbog skrev han fortrinsvis på italiensk.
Som konge af Holland foretog Louis omfattende og anstrengende rejser til samtlige provinser. På disse rejser ville han lære landet og undersåtterne bedre at kende. De længste, flere uger lange ture gennem provinserne fandt sted i november 1807, juli 1808 og januar 1809. På grund af sygdom måtte han snart indskrænke rejserne.
I Louis' regeringstid indtraf der to store katastrofer. Et skib lastet med krudt eksploderede i havnen i Leiden i 1807, og i 1809 blev Holland ramt af en stor oversvømmelse. Kongen anså det for sin pligt personligt at møde frem og føre tilsyn med den lokale hjælpeindsats. Denne praksis var dengang usædvanlig og bidrog til at han fik tilnavnet Louis den gode.

#### Styrkelse af monarkiet i Holland
Det var en vigtig opgave for den nye konge at styrke monarkiet. Han opnåede respekt ved de hollandske standspersoner ved ikke at lade dem komme til sig, men i stedet selv at opsøge dem. Denne styrkelse af monarkiet var i tråd med holdningen blandt de fleste grupper i landet. Adelen – som var blevet afskaffet i den Bataviske Republik – kunne håbe på at generhverve sine privilegier. Bønderne og kirken var også modstandere af republikken.
Det lykkedes Louis at stille de forskellige grupper nogenlunde tilfreds. I den forbindelse var det til hans fordel, at det lykkedes ham at få styr på statsfinanserne. En række usædvanlige tiltag, såsom halvering af hærens troppestyre og skrotning af en stor del af krigsflåden gav luft, uden at belaste borgerne med nye skatter. Hans eget hof var også relativt sparsommeligt.
Hans undersåtter værdsatte også, at kong Louis vægrede sig ved at efterkommer alle Napoleons fordringer. Således bidrog hollænderne kun med 14.000 af de krævede 50.000 soldater til Napoleonskrigene. Det betød, at den forhadte værnepligt ikke længere behøvedes. Han fik også stor anerkendelse i landet ved at love at landets havne – trods Napoleons krav – fortsat ville være åbne.

#### Ny forfatning
Kongens nye regering bestod næsten udelukkende af hollændere. Han tillod kun franskmænd på mindre betydende poster ved sit beskedne hof. Posten som premierminister – Secretaris van Staat fik Willem Frederik Röell og som indenrigsminister udnævnte kongen Johan Hendrik Mollerus. General Bonhomme blev krigsminister og var den eneste franskmand i regeringen, og allerede kort tid efter blev denne post overtaget af den hollandske baron Cornelis Rudolphus Theodorus Krayenhoff. I statsrådet var der udelukkende hollændere.
Kongeriget havde brug for en ny forfatning, hvori kongens rettigheder og pligter blev fastlagt. For første gang i Hollands historie kom grundloven (Grondwet) til at bygge på en centralistisk struktur og fjernede en stor del af de enkelte provinsers autonomi. I den nye forfatning fjernede Louis også klassevalgretten. Herefter var enhver voksen mand valgberettiget. Amsterdam, som dengang var den vigtigste by i Holland, blev i grundloven udpeget til hovedstad. Af andre vigtige fornyelser kan nævnes indførelsen af den hollandske gylden som fælles mønt i alle provinser og indførelse af standardiseret mål og vægt. Lavene og gildernes magt blev brudt, og der blev sikret trosfrihed.

#### Reform af retsvæsenet
Dommernes uafhængighed, som for første gang med fastslået, var fundamentet for den retsreform, som blev gennemført af kong Louis. Efter reformen blev det et krav, at man skulle have studeret jura ved et statsligt universitet for at kunne udpeges til dommer. Straffelovgivningen havde været forskellig i de enkelte provinser, men den blev nu også standardiseret. På initiativ fra kong Louis udsendtes der i 1809 en privatretlig lovsamling, en handels- og straffelovsamling og en civil- og straffeproceslov. Der var ikke tale om en overtagelse af fransk ret – Code Napoleon – men derimod om et selvstændigt værk. Retsreformen forblev i kraft indtil den franske besættelse i 1810, og blev genindført i 1813 efter besættelsens ophør.
Louis havde afgørende betydning for liberaliseringen og humaniseringen af strafferetten. Hans hovedmål, afskaffelsen af dødsstraffen, kunne han ikke nå. Den var fortsat en del af strafferetten, men i sin regeringstid gjorde Louis hyppigt brug af sin ret til at benåde. Det lykkedes ham at opnå, at henrettelser ikke længere foregik offentligt. Tortur blev afskaffet og det samme blev gabestokken, landsforvisning og tvangsarbejde. For første gang blev der i strafferetten også skelnet mellem unge og voksne forbrydere.

#### Andre reformer
I det omfang de kongelige finanser tillod det, støttede kongen universiteterne og indførte skolepligt. Louis lagde særlig vægt på sundheds- og socialvæsenet, som blev genstand for hans mest fremskridtsvenlige reform. Han bekæmpede det udbredte kvaksalveri ved at læger og apotekere skulle aflægge en statslig prøve. Desuden blev der for første gang indført tilsyn med lægerne. Louis lod opføre sygehuse og apoteker. Til trængende undersåtter etablerede han et kongeligt apotek, som blev finansieret af kongens egen kasse, og her udleveredes der gratis medicin.
Louis gjorde det til en statsopgave at forbedre livsvilkårene for de fattige. Han grundlagde børnehjem og etablerede passende institutioner til samfundets udstødte. Under hans regeringstid blev Holland til Europas førende land indenfor socialvæsenet.
Til hans bror Napoleons utilfredshed uddelte Louis i 1807 før første gang Unionsordenen. Med stiftelsen af denne orden ønskede Louis at knytte adel og borgere til monarkiet. Den nye orden var eftertragtet og førte til at den monarkiske tanke blev fast forankret i landet. Ved den franske besættelse af landet i 1810 blev ordenen opløst, men den blev forbillede for den senere Nederlandske løveorden.

#### Kultur
Louis så det som en vigtig opgave for monarkiet at være mæcen. I sin regeringstid støttede han kunsten ved at udskrive prisopgave og uddele stipendier, så unge kunstnere kunne rejse til Rom og Paris. Til folket grundlagde han et nationalarkiv og et nationalbibliotek. I Amsterdam lod Louis indrette et museum som bl.a. udstillede Rembrandts Nattevagten, og blev grundlaget for vore dages Rijksmuseum.

#### Erhvervsliv
I 1806 skærpede Napoléon importforbuddet, som siden 1803 havde eksisteret mod britiske varer, til den såkaldte kontinentalspærring. Louis havde lovet de hollandske købmænd at holde havnene åbne. Fastholdelsen af dette løfte, trods Napoleons modstand, gjorde kong Louis elsket i befolkningen. Han handlede bevidst imod den franske kejser til fordel for sit eget rige. Officielt var fastlandsspærringen indført, men det var en offentlig hemmelighed, at kongen ikke foretog sig noget mod krænkelser af den. Smugleriet blomstrede og fra officiel side accepterede man endog forfalskede oprindelsespapirer. Louis' handlemåde havde den nødvendige støtte fra hans ministre.
Fastlandsspærringen fik alligevel stor betydning for Holland. De importerede varer blev dyrere, så de almindelige befolkning blev tvunget til at skifte til hjemlige produkter. Indenlandsk fremstillet honning erstattede f.eks. rørsukker. Selv om havnene så vidt muligt forblev åbne, gik det tilbage for skibsfarten.
Vareknapheden tvang kongen til at koncentrere sig om landets egne ressourcer. De underudviklede østlige provinser kom i fokus. Området, som blev anset for ørken, blev efter 1807 genstand for en udvikling, som indtil i dag har haft afgørende betydning for Holland. Jorden blev opdyrket, og bosættelserne der fik skattefordele. Langsomt lykkedes det at erstatte mangelvarer som silke og kul med egne produkter af uld og tørv. Den hurtige udvikling i øst gjorde Utrecht i centrum af landet til et nyt handelscentrum.
Det preussiske fyrstedømme Ostfriesland tilfaldt Holland ved freden i Freden i Tilsit i 1807 ligesom det russiske Jever. Den nye provins blev af Louis juridisk indlemmet i staten og øen og fyrstendømmet var vigtige anløbssteder for smuglerbådene. Endnu i 1809 skal Napoleon have overvejet at indlemme hele Nordvesttyskland i Holland (nogenlunde det samme område som i 1810 blev indlemmet i Frankrig), for at begrænse udbredelsesområdet for en mod Frankrig rettet tysk nationalbevidsthed.

### Tabet af tronen
Ved sin politik havde Louis gentagne gange pådraget sig kejserens vrede. I sommeren 1809 gik en britisk invasionshær på 40.000 mand i land på Hollands kyst. De britiske tropper erobrede øerne Walcheren, Schouwen og Beveland. Louis kæmpede i spidsen for sine hollandske tropper mod den britiske invasionshær. Med sin militære erfaring kunne han nogenlunde holde briterne stangen. Den franske politiminister Joseph Fouché havde som midlertidig indenrigsminister afsendt en hær af nationalgardister under kommando af marskal Bernadotte, som også med held forsvarede Antwerpen. Briterne kunne kun holde øen Walcheren; men trods det udgjorde de fortsat en fare. Louis kunne ikke håbe på yderligere bistand fra Napoléon, da hans bror var optaget af krigen mod Østrig og Spanien.
Sikringen af den strategisk vigtige Scheldemunding varetog Frankrig fortsat selv. Bernadotte erklærede, at øerne tilhørte Frankrig. Napoléon havde sendt Bernadotte til Holland med en langt vigtigere opgave. Briternes invasion var kun en velkommen anledning til endelig at gennemføre kontinentalspærringen på trods af al modstand. I november 1809 tog Napoléon den endelige beslutning om at indlemme Holland i Frankrig:
| „ | Holland er ikke andet end et udløbsområde for franske floder. | “ |
|   | — Napoléon                                                    |   |

#### Kamp om sit rige
Gennem sin minister og fortrolige Willem Frederik Röell indledte Louis forhandlinger med franskmændene om kongerigets videre beståen. Den 9. december tog Louis direkte til Paris og involverede sig personligt i forhandlingerne hvorved han fik sin brors forargelse at føle.
De har gjort Holland til en britisk koloni, og er en værre fjende for Frankrig end England selv.
Napoléon krævede Louis' Abdikation til fordel for sin tredje søn Louis Napoleon. Louis afviste. Hollænderne udarbejdede et forslag og Röell overdrog det til kejseren. Louis var parat til at afstå provinserne Zeeland og Brabant til Frankrig og acceptere Meuse som den nye grænse mod Frankrig, hvis de tidligere hertugdømmer Kleve og Berg blev overdraget til Holland (Louis' søn Napoleon Louis var allerede i 1809 blev udnævnt til storhertug af Berg og Kleve). Napoléon afviste og forlangte at den nye grænse skulle gå ved Rhinen. Desuden forlangte han en hær på 25.000 mand under fransk kommando, som skulle sikre nøje overholdelse af spærringen samt afskaffelsen af den nye adel, som Louis havde oprettet. Hvis Holland ikke gik ind på betingelserne ville hele kongeriget blive besat.
Efter at de af Fouché på egen hånd videreførte fredforhandlinger med Storbritannien var slået fejl – var de lykkedes kunne de have givet Holland en tænkepause – måtte Louis den 23. februar 1810 give efter. Kejserens betingelser blev accepteret og betød at Holland mistede en tredjedel af sit territorium uden at få kompensation i øst. Hæren trak sig tilbage fra de tabte områder, og de blev taget i besiddelse af franske tropper.
Louis overlod det til en ny kommission at gennemføre traktatens bestemmelser. Han gav endda kommissionen fuldmagt til at afsætte ham som monark. Medlemmerne af kommissionen vedtog enstemmigt at beholde Louis og forsøgte at mildne virkningerne af traktaten for Holland. Adelen beholdt sin status og værnepligten for at rekruttere de 25.000 mand blev ikke anvendt konsekvent.

#### Afgang
Ved hans besøg i de nye franske områder i maj 1810 gav befolkningen Napoleon en kølig og afvisende modtagelse. Hans bror tillod ham heller ikke den ære at gennemføre en ceremoniel overdragelse. Louis' bror Jérôme, som ledsagede Napoléon, berettede senere om disse dage i Holland:
| „ | Alle sørgede over at den tidligere monark ikke længere regerer her. | “ |

Kommissionens modstand mod traktaten førte til nye konfrontationer mellem brødrene Bonaparte. Kejseren afsendte marskal Oudinot til Holland for at få gennemført traktaten. Med franske tropper marcherede Oidinot nordpå, trængte ind i hollandske områder og besatte byerne Leiden og Utrecht. Louis Bonaparte trak sig med sit følge tilbage til Haarlem, da Haag og Amsterdam var på vej til at blive besat. Louis sendte ikke sin underlegne hær i kamp mod de franske invasionstropper. Ligeledes undlod han at oversvømme kogene, som nogle af hans rådgivere havde forlangt.
I Haarlem besluttede han den 1. juli 1810 at abdicere som konge af Holland. I den på hollandsk affattede abdikationserklæring trådte han tilbage til fordel for sin anden søn Napoleon Louis og indsatte dronning Hortense som regent. Hun påtog sig dog aldrig regentskabet. Louis Bonaparte forlod Holland den 2. juli og drog i eksil.
Abdikationen blev offentliggjort den 3. juli. Napoleon hørte det imidlertid først den 6. juli. Den 9. juli 1810 blev Holland annekteret ved dekretet fra Rambouillet. Holland var hermed blevet et fransk département.

### Eksil og senere år
Den østrigske kejser Frans 2. gav Louis Bonaparte asyl i Østrig. Louis anvendte herefter titlen greve af St. Leu efter sit gods i Frankrig. I østrigsk eksil i Graz lærte Louis den tyske digter Johann Wolfgang von Goethe at kende. Under sit lange eksil begyndte han at skrive. Hans første bog, romanen Marie og kærlighedens kvaler, skrev han i Graz.
Kejser Napoleon ville hente sin yngre bror tilbage til Frankrig og foreslog ham at vende tilbage som fransk prins. Louis afviste af de samme grunde, som havde ført til at han havde opgivet at rejse til Amerikas Forenede Stater. Louis gjorde sig stadig håb om at blive kaldt tilbage som hollændernes konge.
Da det så ud til at kejser Napoleons felttog i Rusland ville slå fejl, tilbød Louis ham sin hjælp. Han foreslog ham at overtage en kommando, men krævede til gengæld den hollandske trone. Under disse betingelser var Napoleon ikke klar til at modtage tilbuddet. I løbet af felttoget skiftede kejser Frans af Østrig over til den russiske kejser Alexander. Derfor var det umuligt for Louis Bonaparte – som følelsesmæssigt stadig holdt med franskmændene – at blive i fjendeland. Han forlod sit østrigske eksil og flyttede til Lausanne i Schweiz.
Med restaurationen af de huset Bourbon til den franske trone sluttede den franske besættelse af Holland. Dele af den nye provisoriske regering foreslog at den tidligere konge Lodewijk skulle hentes tilbage, men den franske besættelse havde medført uvilje mod franskmænd i landet. Louis' fortjenester var ikke glemt, men han var også Napoleons bror. Det blev derfor besluttet at henvende sig til det gamle statholderdynasti husetOranien. Louis' sygdom gjorde det desuden umuligt for ham selv at tage til Holland og forlange sin krone, som hans brødre Joseph og Jerome havde foreslået. I begyndelsen af december 1813 proklamerede den hollandske regering, at prins Vilhelm 6. af Oranien blev til kong Vilhelm 1. af det forenede kongerige Nederlandene.
Louis mødte Napoleon for sidste gang den 23. januar 1813. I Tuilerien tilbød Louis sig som formidler mellem Napoléon og kejserne af Østrig og Rusland. Napoleon benyttede sig ikke af tilbuddet om at gøre brug af Louis' gode forbindelse til begge kejsere. Louis gav sin bror endnu et råd, inden han igen tog til Schweiz:
| „ | Hvis Deres majestæt ikke slutter fred, kan De være overbevist om, at Deres regering ikke holder længere end tre måneder. | “ |

Efter afslutningen på det franske kejserrige kunne Louis ikke blive i Schweiz, da den offentlige mening havde vendt sig mod bonapartisterne. Pave Pius 7. inviterede ham til Rom og tilbød ham – som andre medlemmer af familien Bonaparte – asyl i Vatikanet. Der helligede han sig sit forfatterskab. Bl.a. skrev han tragedien Lucrezia og operaen Ruth og Noemi. Også hans vigtigste værk med dokumenter og dagbøger fra hans tid som konge af Holland blev skabt i denne periode. Hans afhandling om det britiske parlaments historie var også af betydning. Først efter Napoleons død i 1821 kunne Louis forlade Rom og flytte til Firenze.
Han så først sit tidligere kongerige i 1840 efter at kong Vilhelm 2. tillod ham et besøg. Som greve af St. Leu rejste Louis til Amsterdam og blev overrasket over den hjertelige modtagelse, som hans tidligere undersåtter gav ham.
Efter hans storebror Josephs død i 1844 fulgte Louis ham som overhoved for Bonaparte familien. Napoléon var død i 1821 og hans bror Lucien blev i 1812 udelukket af arvefølgen ved en senatsbeslutning. Louis drog fordel af sin stilling og fokuserede sin opmærksomhed på familiearkivet, som han udvidede kraftigt. Kun to år senere døde han imidlertid i Livorno den 25. juli 1846 efter en hjerneblødning.
Det skal til sidst nævnes, at Louis i sit testamente anerkendte sin tredje søn Louis Napoleon som sin søn. Louis Napoleon opfyldte i 1847 sin fars ønske om at blive bisat på sit gods i Saint-Leu-la-Forêt, Île-de-France. Ved den officielle ceremoni deltog der endda en officiel delegation fra Holland.

## Betydning
Under Louis Bonapartes korte regeringstid ændrede Holland sig afgørende. Mange reformer, som blev indledt under kong Louis, har til dels stadig betydning for landet. Hollandsk ret er således stadig baseret på den retsreform, som blev gennemført i kongeriget Holland og landet blev førende indenfor socialvæsenet. Desuden betød indsættelsen af Louis Bonaparte en afslutning på republikken i Holland, som har holdt sig til i dag. Blandt sine undersåtter var Louis Bonaparte højt elsket, ikke mindst på grund af hans holdning overfor den franske kejser. Louis havde allerede i sin tiltrædelsestale sagt at han fremover var hollænder og ville handle derefter, hvilket den slappe håndhævelse af kontinentalspærringen beviser. Selv om han i befolkningen blev agtet for sin behandling af depecherne fra Paris, var det i sidste ende det, som førte til afslutningen på hans regeringstid. Louis betydning for Holland viste sig for det første derved, at der stadig er veje og pladser, som er opkaldt efter kongen af Holland, og for det andet ved at de vigtigste afhandlinger om Louis Bonaparte er blevet skrevet i Holland. Napoleon sagde senere om Louis' regering:
| „ | Jeg skulle ikke have annekteret Holland. Det bidrog meget til mit fald. | “ |

## Æresbevisninger
Hans navn optræder på triumfbuen i Paris i den 25. spalte – Ls BONAPARTE.